# Mendy Morein
Mortimer Mendel Morein, detto Mendy (Montréal, 22 maggio 1926 – Palm Beach, 1º aprile 2003), è stato un cestista canadese.

## Carriera
Giocatore del YMHA Montréal, ha disputato le Olimpiadi 1948 con il Canada, scendendo in campo in 6 occasioni. Dopo la morte è stato eletto nel Montréal Jewish Sports Hall of Fame.